# 숭고와 아름다움의 관념의 기원에 대한 철학적 탐구
숭고와 아름다움의 관념의 기원에 대한 철학적 탐구 ( A Philosophical Enquiry into the Origin of Our Ideas of the Sublime and Beautiful )는 1757년에 에드먼드 버크가 미학에 관한 논문이다. 이 논문은 아름다움과 숭고함을 각각 논리적인 범주로 구분하는 최초의 완벽한 철학적인 설명이다.  이 논문은 드니 디드로와 이마누엘 칸트로 부터 관심을 끌었다.
버크에 의하면 아름다움이란 형식이 잘 되어 미적으로 즐거움을 주는 것이며, 숭고함이란 우리를 강제하며 파괴하는 능력을 갖고 있다고 하였다.  숭고함이 아름다움을 우선하는 것은 신고전파 시대에서 낭만주의 시대로 변화하게 만들었다.  버크는 미와 숭고함이라는 관념의 기원은 인과 구조에 의해 설명될 수 있다고 주장한다.
아리스토텔레스의 물리학과 형이상학에 의하면 아름다움의 형태적 원인은 사랑에 대한 열정이고, 물질적 원인은 작음, 부드러움, 섬세함등의 어떤 물체의 성질들에 관한 것이며,  유효한 원인은 우리의 신경을 안정시키는 것이고, 마지막 원인은 신의 섭리이다.
반면에 숭고함의 형태적 원인은 두려움, 특히 죽음에 대한 두려움을 위한 열정이고, 물질적 원인은 광대함, 무한함, 웅장함등의 어떤 물체의 성질에 대한 것이며, 유효한 원인은 우리의 신경을 긴장시키는 것이고, 마지막 원인은 사탄을 창조하고 싸우는 신이다. 이것은 존 밀턴의 실낙원에 표현되어 있다.